# Centrolene tayrona
Centrolene tayrona är en groddjursart som beskrevs av Pedro M. Ruiz-Carranza och Lynch 1991. Centrolene tayrona ingår i släktet Centrolene och familjen glasgrodor. Inga underarter finns listade i Catalogue of Life.